# Tour d'Hautefage-la-Tour
La tour est un édifice située à Hautefage-la-Tour dans le département de Lot-et-Garonne, en France.

## Historique
La tour d'Hautefage a été construite par deux évêques d'Agen de la famille des della Rovere : Leonardo Grosso della Rovere, cardinal, évêque d'Agen de 1487 à 1519 et son successeur, Antonio della Rovere, évêque d'Agen de 1519 à 1538.
La tour a été conçue pour servir de résidence aux évêques d'Agen. La construction n'a probablement pas été terminée. 
Dès le XVIIe siècle, la tour a servi de clocher à l'église Notre-Dame située en contrebas. 
Dans la seconde moitié du XIXe siècle, elle est considérée comme semi-ruinée. C'est l'état que décrit Georges Tholin dans son article sur la tour dans la revue de l'Agenais de 1889.
Des travaux de restauration sont entrepris à partir de 1888 en lui donnant la forme actuelle avec une balustrade, les contreforts d'angle surmontés de pinacle et la couverture conique en ardoise ajoutée dans les années 1910.
La tour est transformée en château d'eau en 1957 en plaçant un réservoir en béton armé au troisième étage. Le réservoir est abandonné dès 1974. 
Des chutes de pierres en 2007 entraînent des travaux de restauration. La couverture a été refaite. Le réservoir d'eau a été cassé en 2013 et un plancher a été restitué. Les cloches ont été replacées au troisième étage. Les planchers doivent être réaménagés en même temps que les différents niveaux de la tour
L'édifice est classé au titre des monuments historiques en 1883,.

## Description

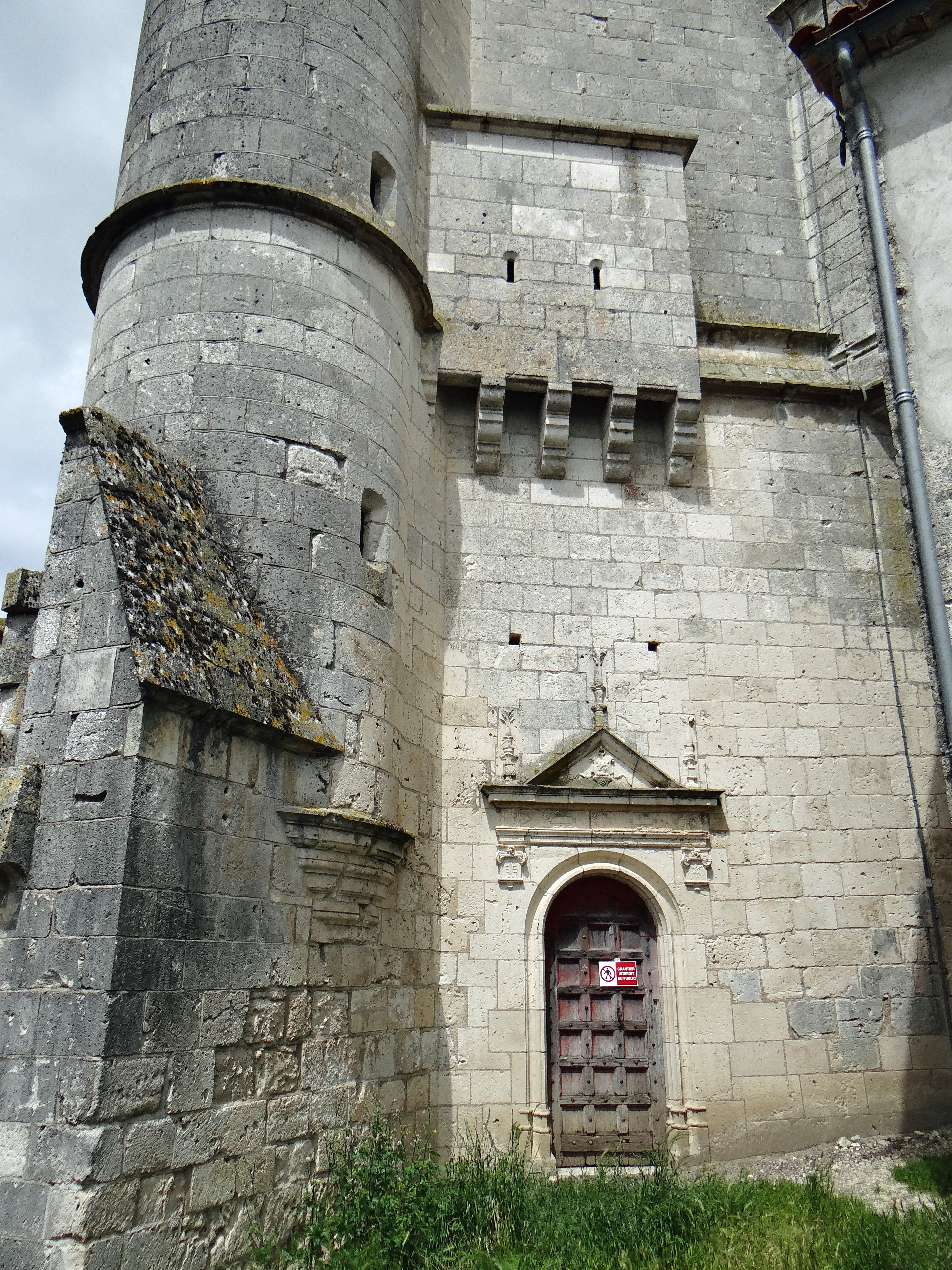
Entrée de la tour.

La tour d'Hautefage est un bâtiment étonnant, difficile à classer. Bâtiment isolé, il n'était pas destiné à la défense. En l'absence de pierre d'attente, la tour n'était pas destinée à être un élément d'un château plus vaste.
Placée à la rencontre de deux coteaux, elle domine une vallée profonde. la plus grande fenêtre ouvre vers le couchant.
La tour devait donc servir de résidence aux évêques d'Agen. Son emplacement et sa vue devaient le rendre très pittoresque, mais très inconfortable, fantaisie d'un évêque grand seigneur.
La tour a un plan hexagonal. Son implantation à flanc de coteau fait qu'un étage de la tour se trouve en-dessous de la route. À partir de l'arête du coteau, la tour se compose d'un rez-de-chaussée et de trois étages dont les divisions sont rendues apparentes à l'extérieur par des cordons. Une tourelle renfermant l'escalier à vis de 122 marches distribuant les étages est placée à l'extérieur dans l'angle sud-ouest.
La porte en plein cintre est surmontée d'un fronton dont les ornements ont été détruits.
Le premier étage est éclairé par deux fenêtres de style Renaissance. Celle s'ouvrant vers l'ouest est coupée par deux meneaux en croix et surmontée d'un fronton. Celle qui lui fait presque face est plus étroite, est partagée par un seul meneau horizontal.
Le deuxième étage a trois fenêtres à cintre brisé et tréflé.
Le troisième étage est percé sur toutes ses faces de larges baies.